# 莺儿

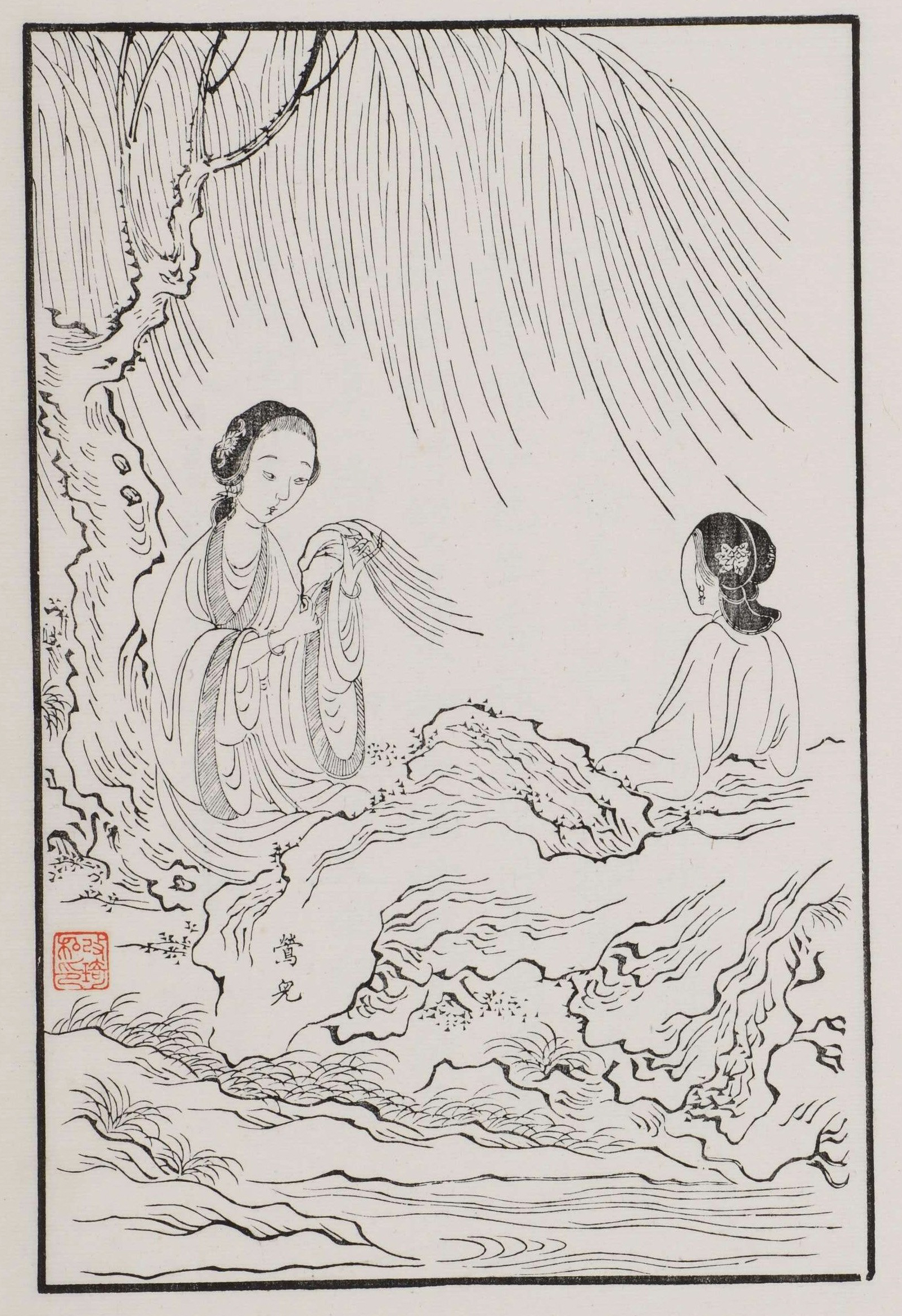
莺儿,【清】改琦绘

莺儿，《红楼梦》人物，薛宝钗自带来的丫鬟。首次出场于第七回（周瑞家的不敢惊动，遂进里间来。只见薛宝钗穿着家常衣服，头上只散挽著纂儿，坐在炕里边，伏在小炕桌上同丫鬟莺儿正描花样子呢）。本名黄金莺，因薛宝钗嫌拗口，改为此名。她既精于手工工艺，又富有审美意趣。擅长打络子、编花篮等。薛宝钗在观看通灵宝玉，念著玉上所镌之文“莫失莫忘，仙寿恒昌”时，她马上想到这和小姐项圈上的两句话是一对儿。